# Friedrich Karl Johann Vaupel
Friedrich Karl Johann Vaupel (* 23. Mai 1876 in Kreuznach; † 4. Mai 1927 in Berlin) war ein deutscher Botaniker und Kakteenspezialist. Sein botanisches Autorenkürzel lautet „Vaupel“; früher war auch das Kürzel „Vaup.“ in Gebrauch.  

## Leben und Wirken
Nach dem Gymnasium stieg Vaupel in die Militärlaufbahn ein, die er als Leutnant aufgrund eines Unfalls 1895 wieder aufgab. Er studierte anschließend Naturwissenschaften in München. 1899 bis 1900 unterbrach er seine Studienzeit für eine Reise nach Mexiko und Westindien. 1903 wurde er an der Ludwig-Maximilians-Universität München zum Dr. phil. promoviert. Danach führte ihn eine längere Auslandsreise nach Indien, Australien und Samoa.
Vaupel wurde am 1. Januar 1908 Hilfsassistent, ab 1. Februar Assistent am Botanischen Museum Berlin. Ab 1. Mai 1921 war Vaupel bis zu seinem Tode Kustos am Botanischen Garten Berlin; am 1. April 1926 erhielt er den Titel Professor und Kustos am Museum. Zu seinem Nachfolger als Kustos wurde Vaupels Assistent Erich Werdermann ernannt.
Von 1910 bis 1927 war Vaupel Vorsitzender der Deutschen Kakteen-Gesellschaft.
Vaupel war Schriftleiter der Zeitschrift für Sukkulentenkunde. Er arbeitete an dem von 1900 bis 1921 erschienenen, von Karl Moritz Schumann und Max Gürke herausgegebenen Werk Blühende Kakteen mit. Zum Werk Die Pflanzenfamilien von Carl Prantl und Adolf Engler trug er „Cactaceae“ (Band 21 der 2. Auflage) bei.

## Ehrungen
Die Pflanzengattung Vaupelia Brand. aus der Familie der Raublattgewächse (Boraginaceae) ist nach ihm benannt worden.  Auch die Artepitheta mehrerer Pflanzenarten (vaupelii, vaupeliana, vaupelianum, vaupelianus) sind zu seinen Ehren vergeben worden.

## Schriften (Auswahl)
- Cactaceae andinae. In: Botanische Jahrbücher für Systematik, Pflanzengeschichte und Pflanzengeographie. Band 50, Nummer 2–3, Beiblatt 111, Leipzig 1913, S. 12–31 (online).
- Die Kakteen. Monographie der Cactaceae. 2 Lieferungen, Berlin 1925–1926.
- Cactaceae. In: Die natürlichen Pflanzenfamilien nebst ihren Gattungen und wichtigsten Arten, insbesondere den Nutzpflanzen. 2. Auflage, Band 21, 1925, S. 594–651.